# 모로코의 재외공관 목록

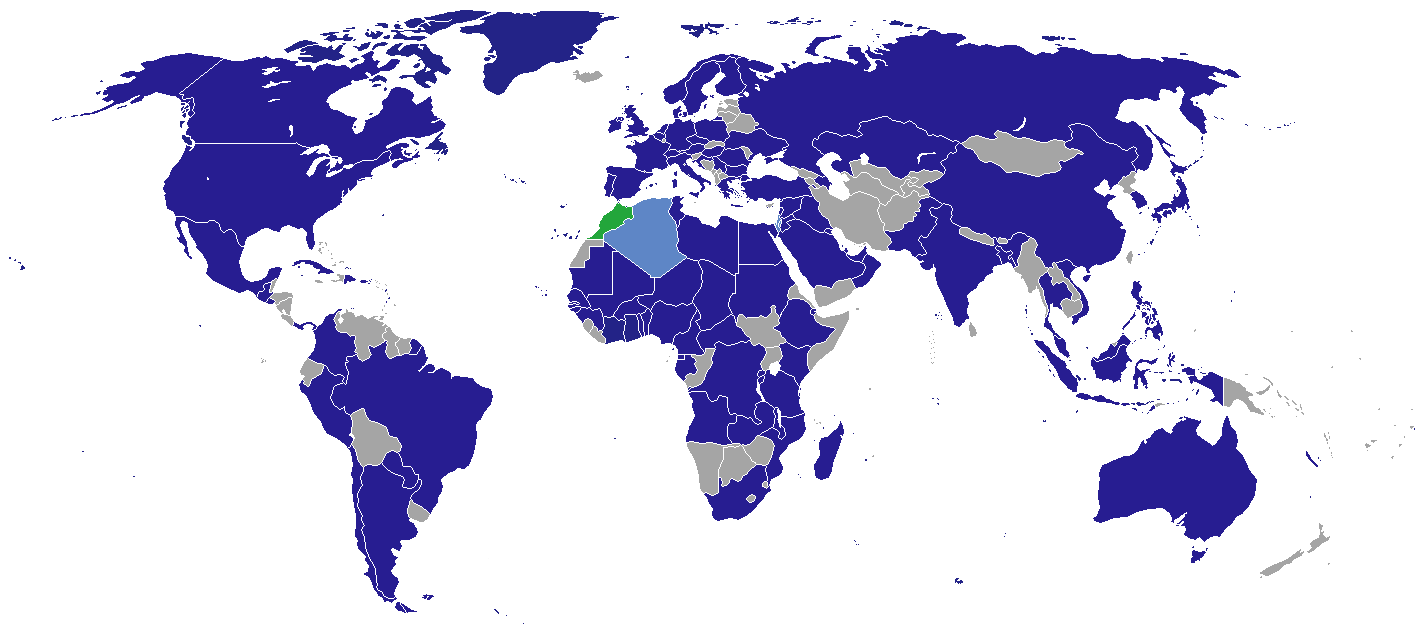
모로코의 재외공관

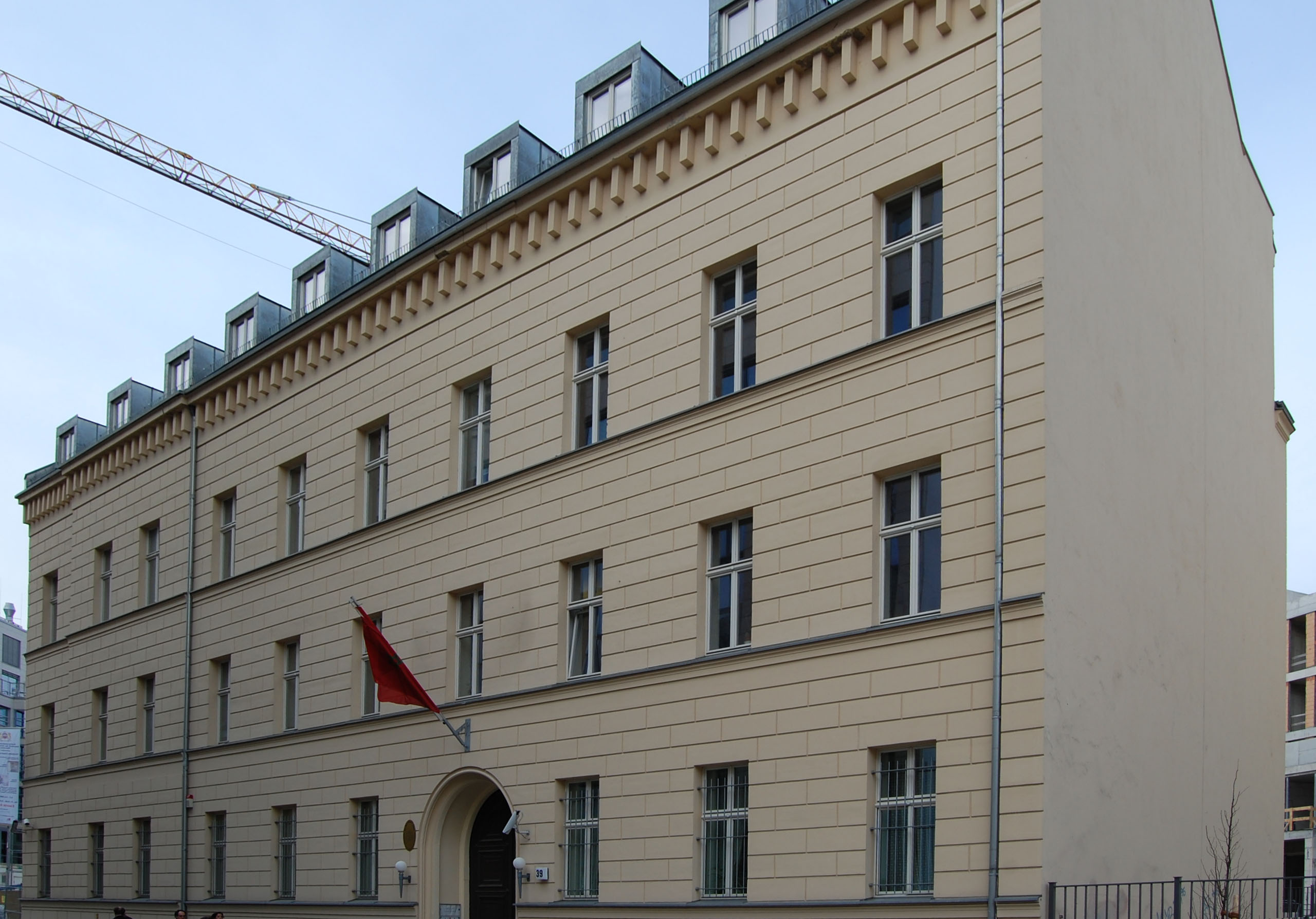
베를린 주재 모로코 대사관

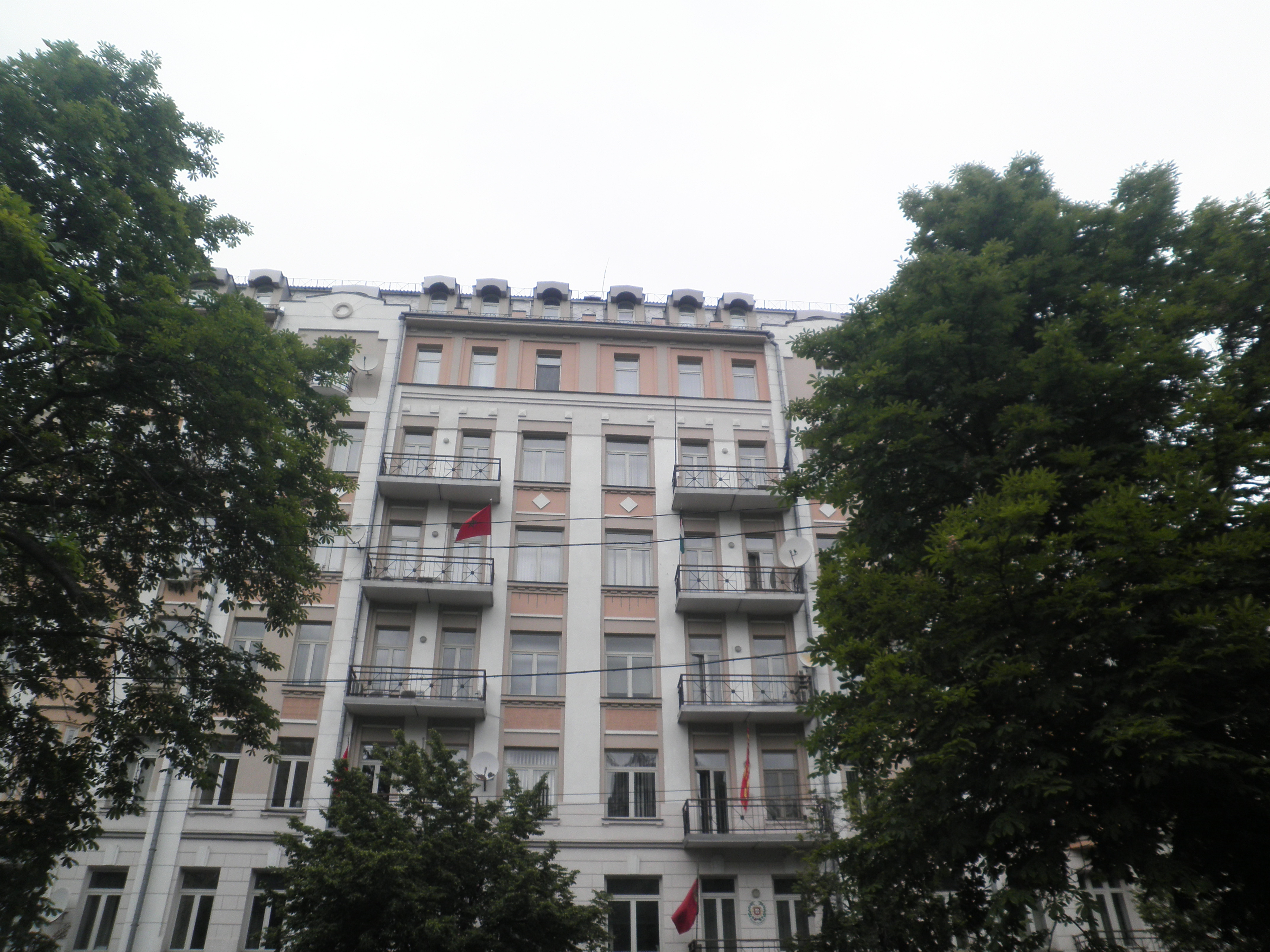
키예프 주재 모로코 대사관

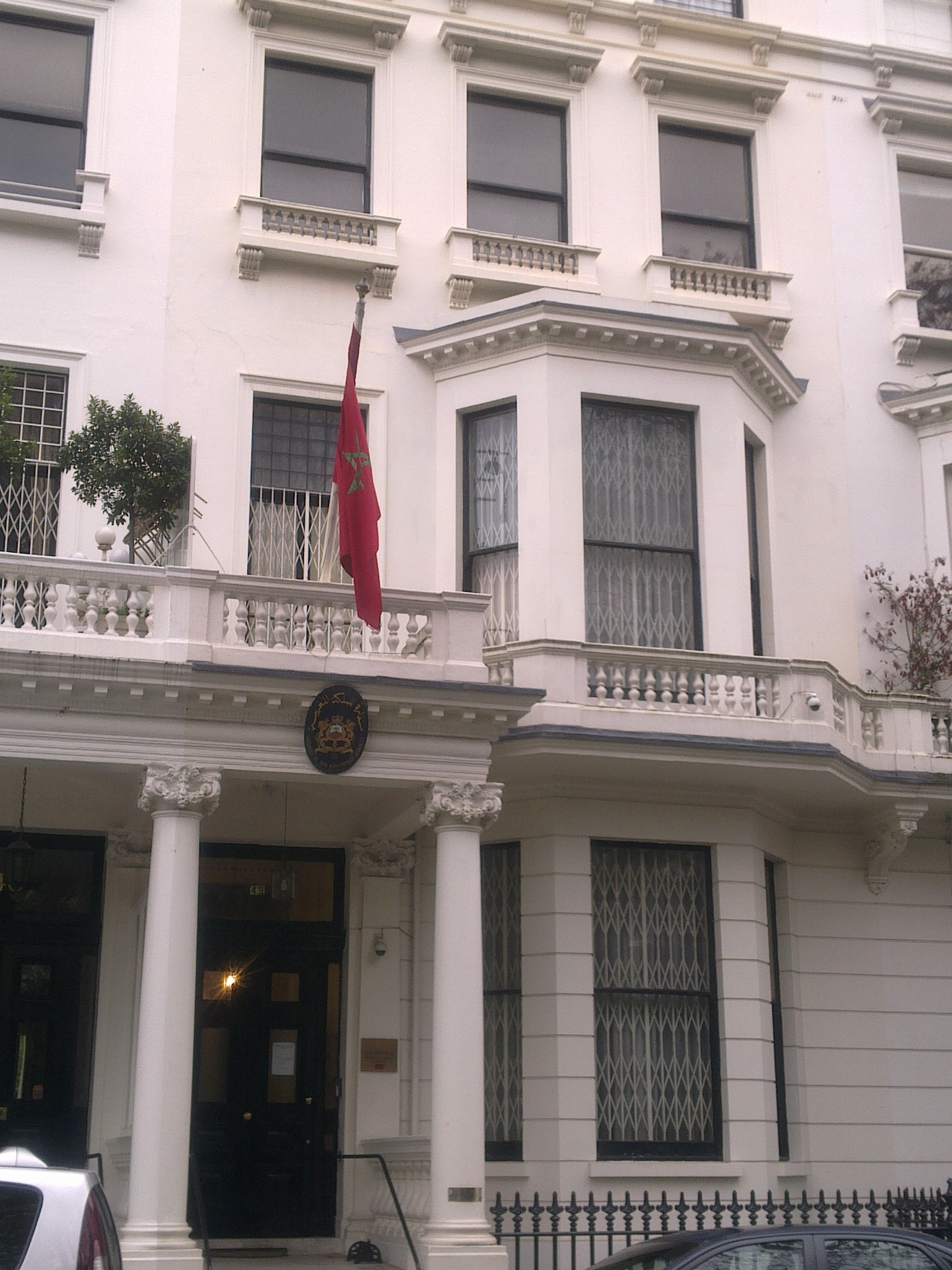
런던 주재 모로코 대사관

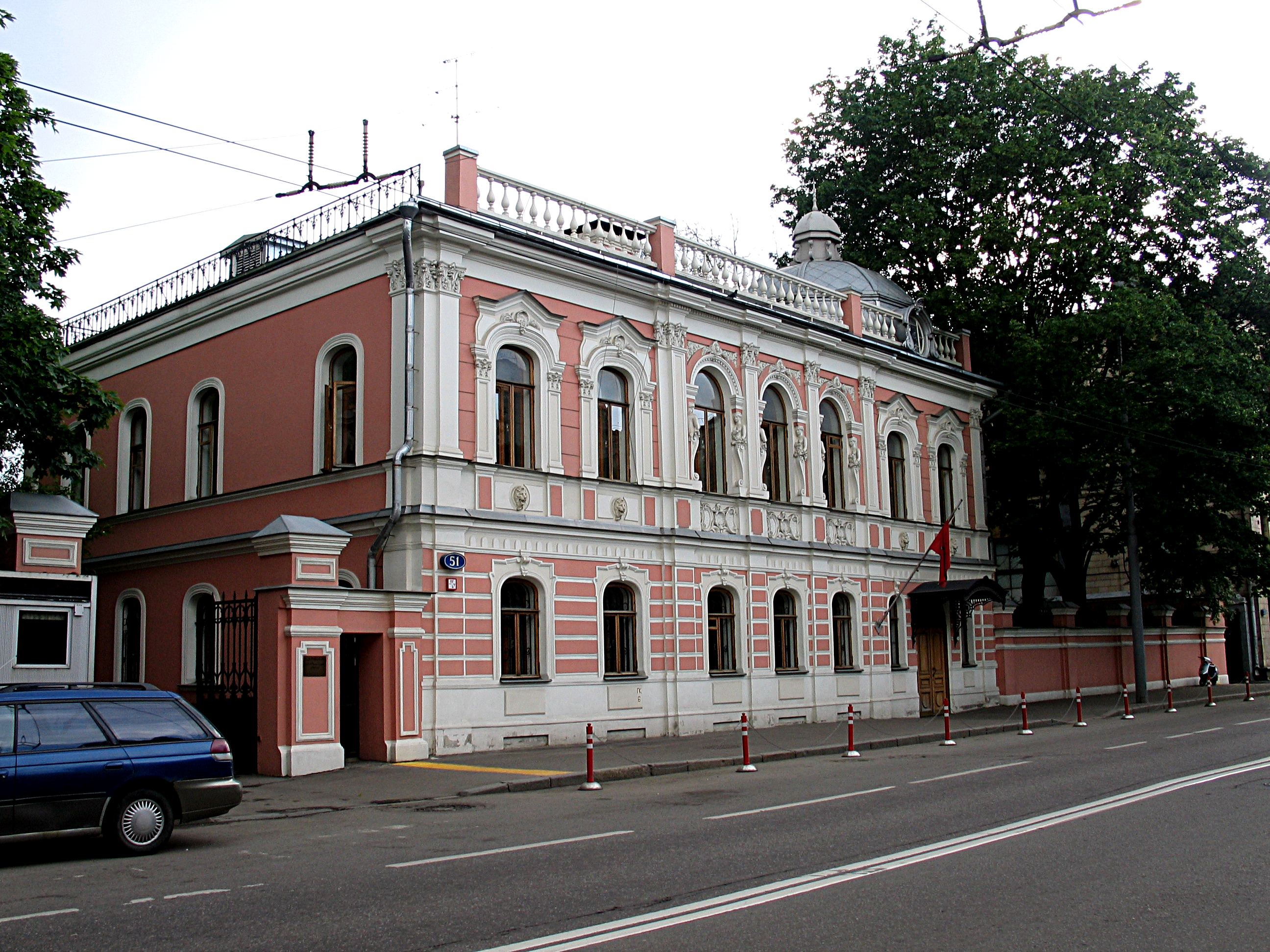
모스크바 주재 모로코 대사관

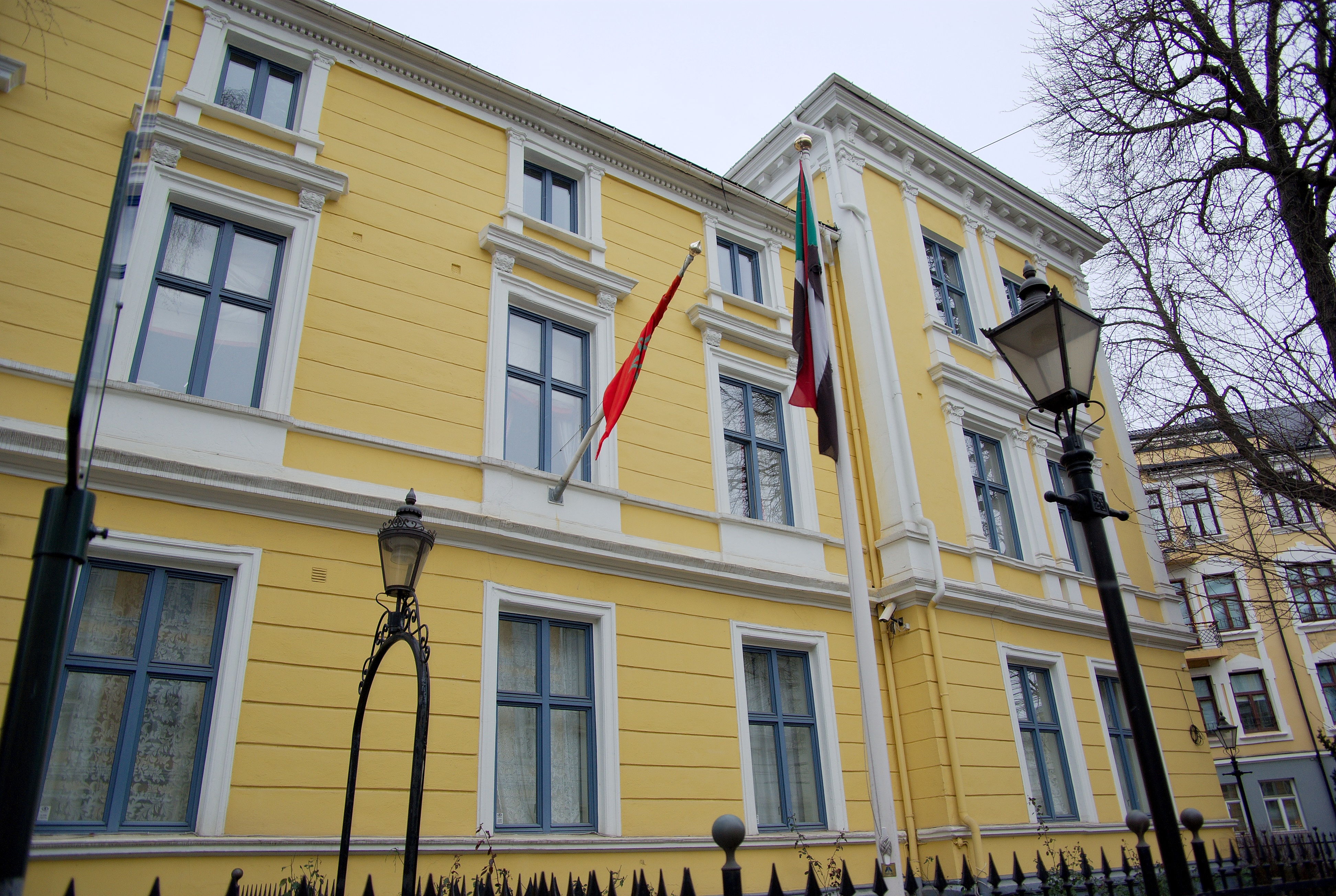
오슬로 주재 모로코 대사관

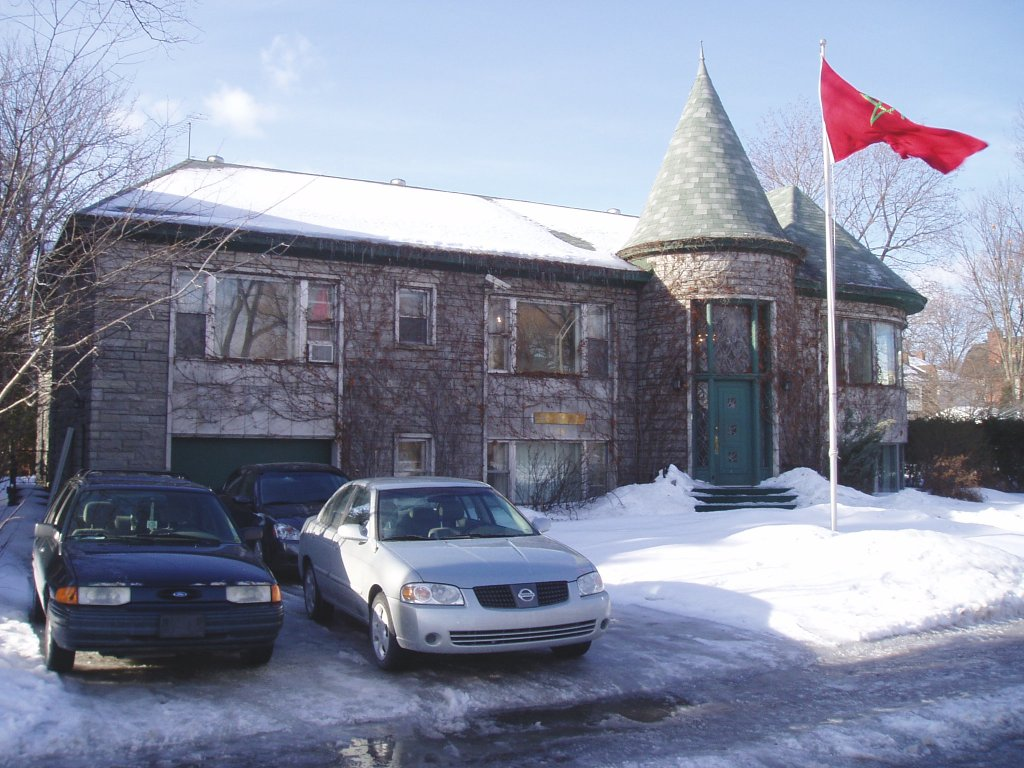
오타와 주재 모로코 대사관

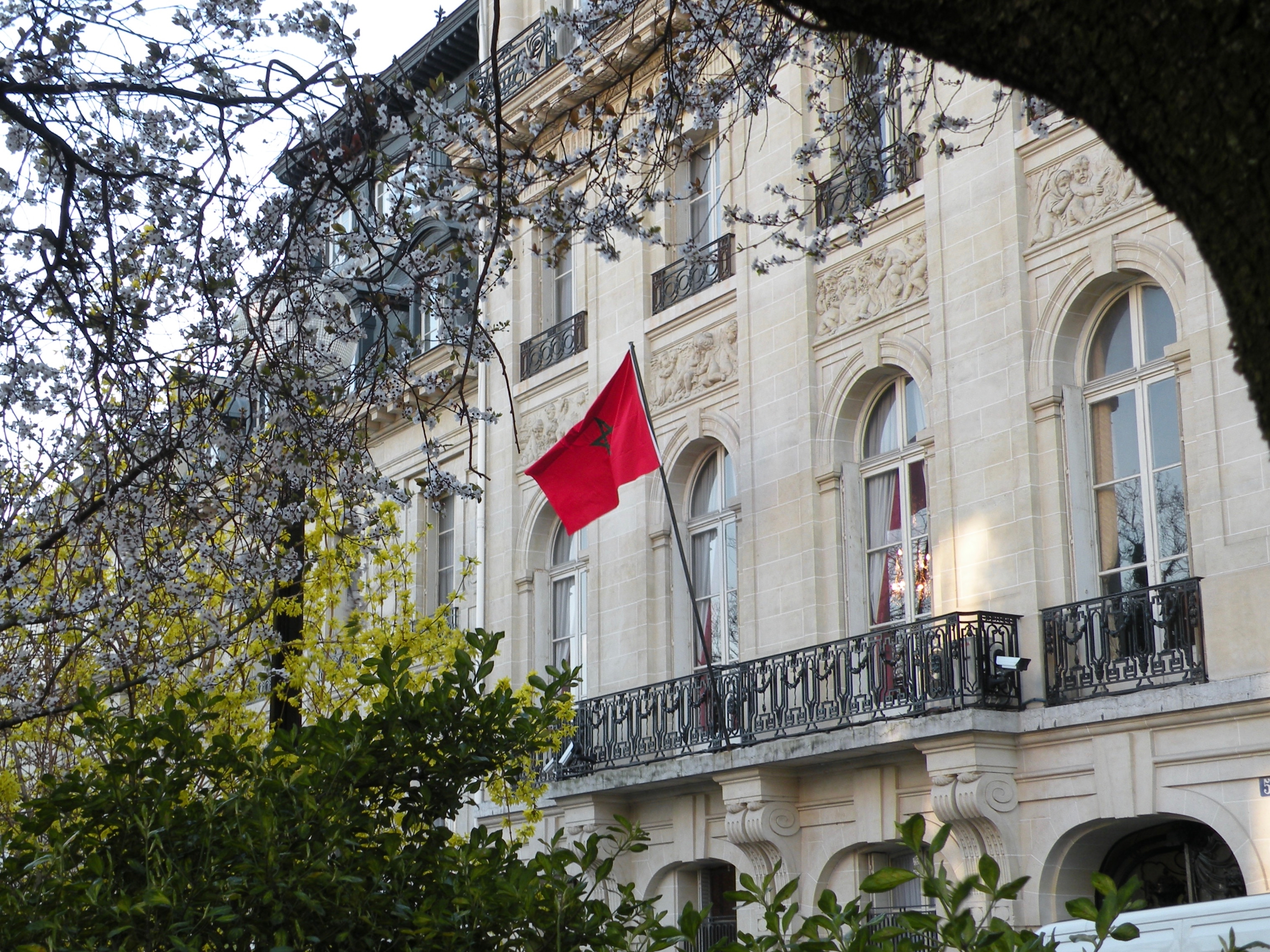
파리 주재 모로코 대사관

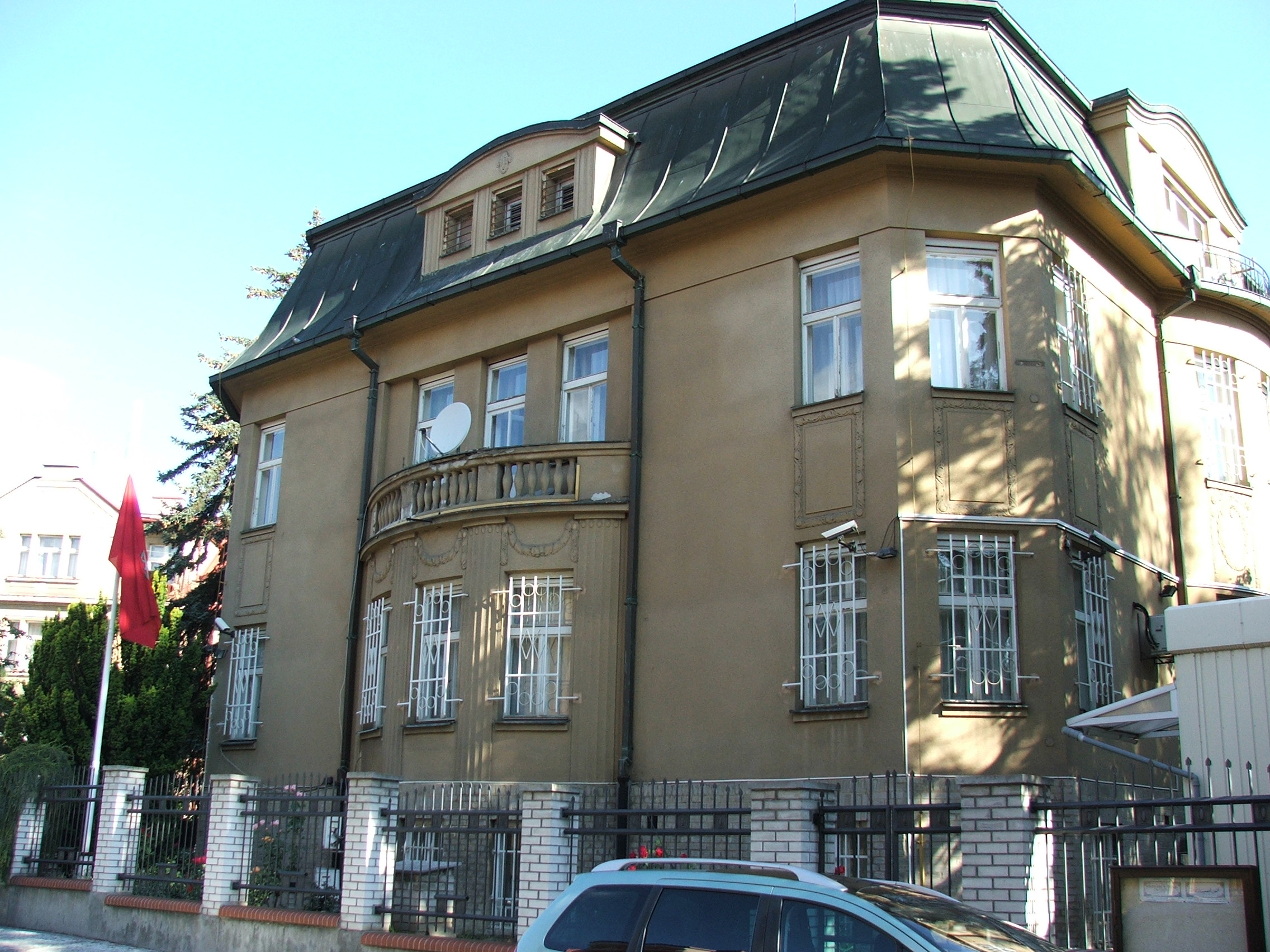
프라하 주재 모로코 대사관

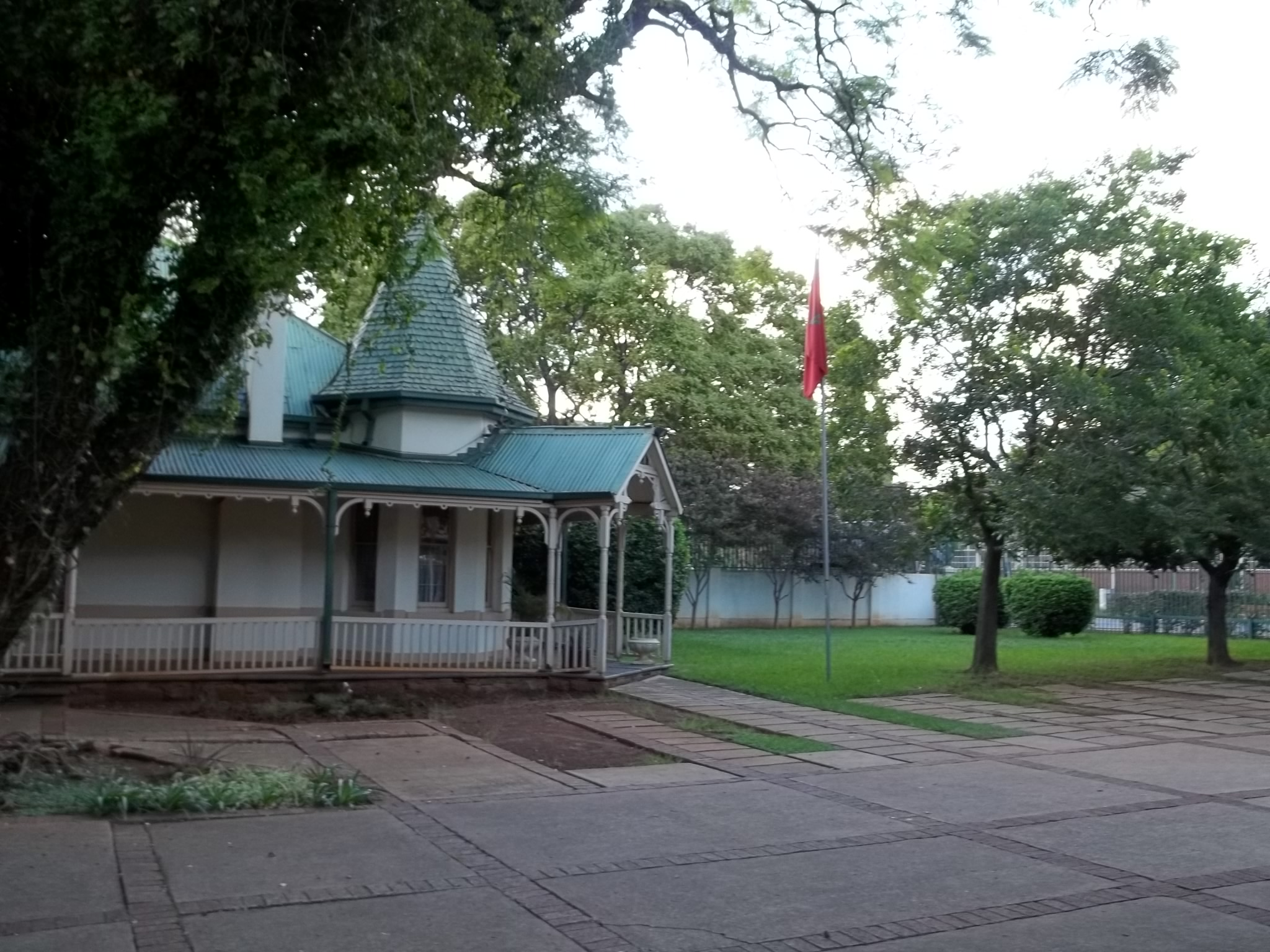
프리토리아 주재 모로코 대사관

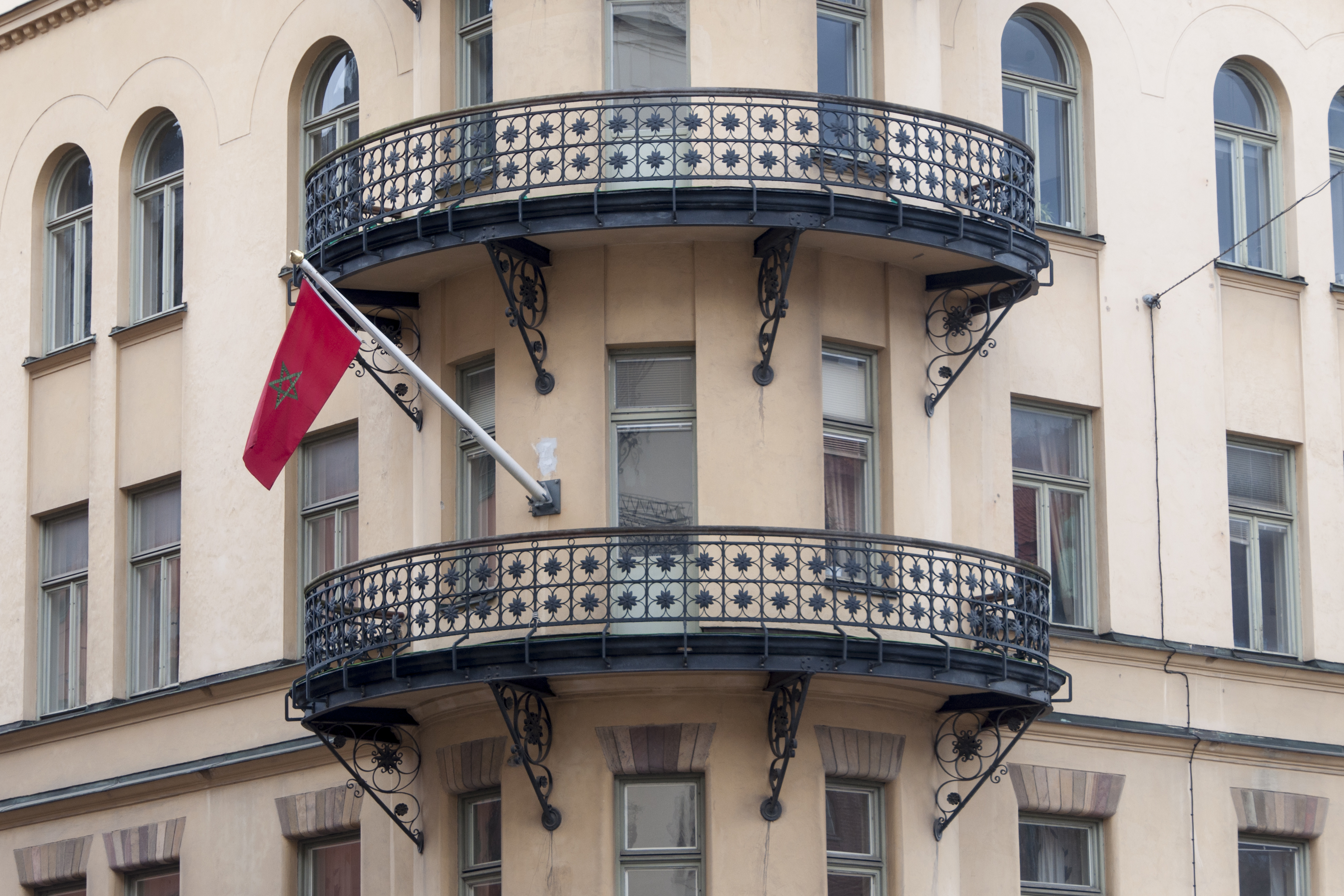
스톡홀름 주재 모로코 대사관

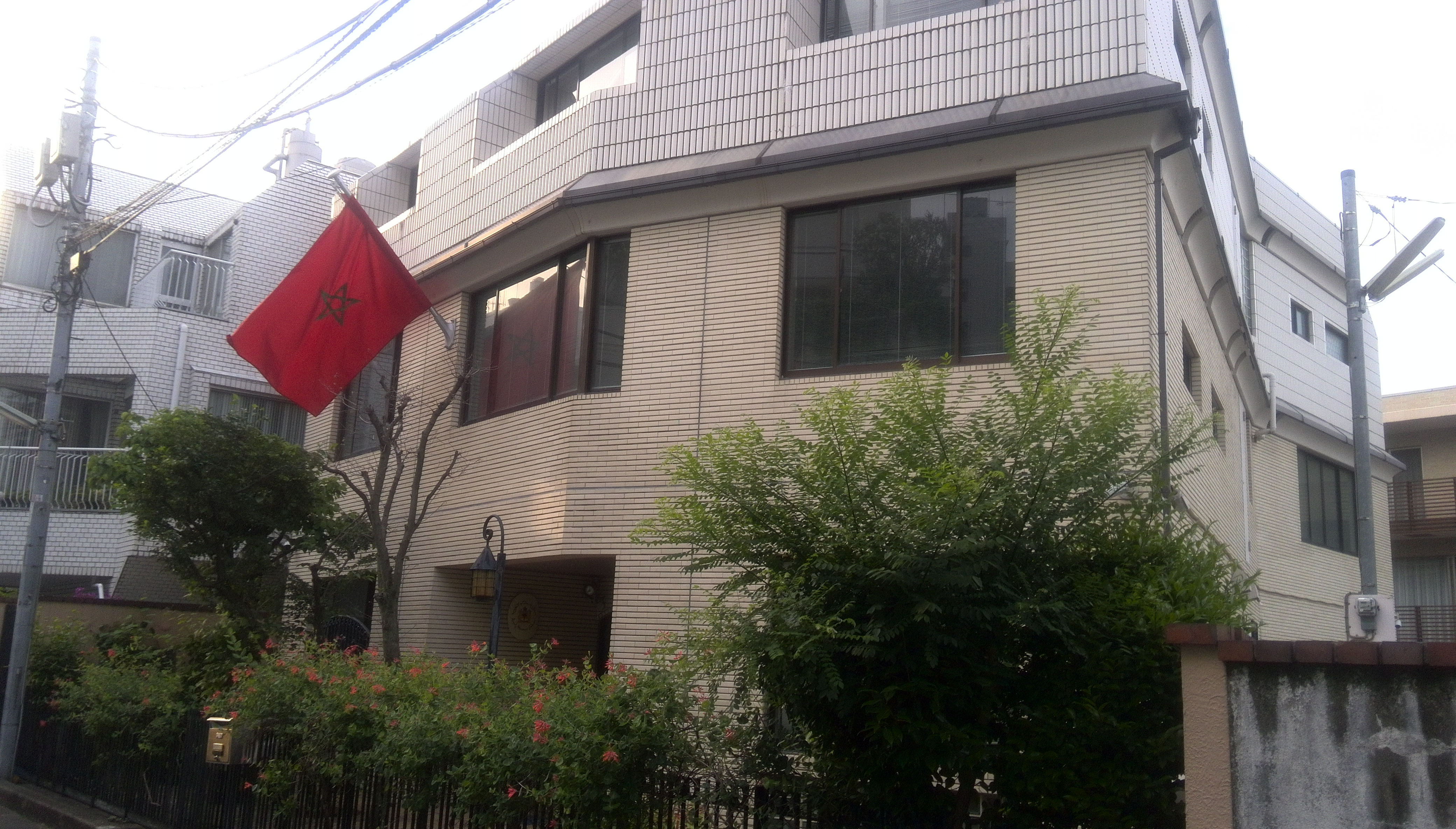
도쿄 주재 모로코 대사관

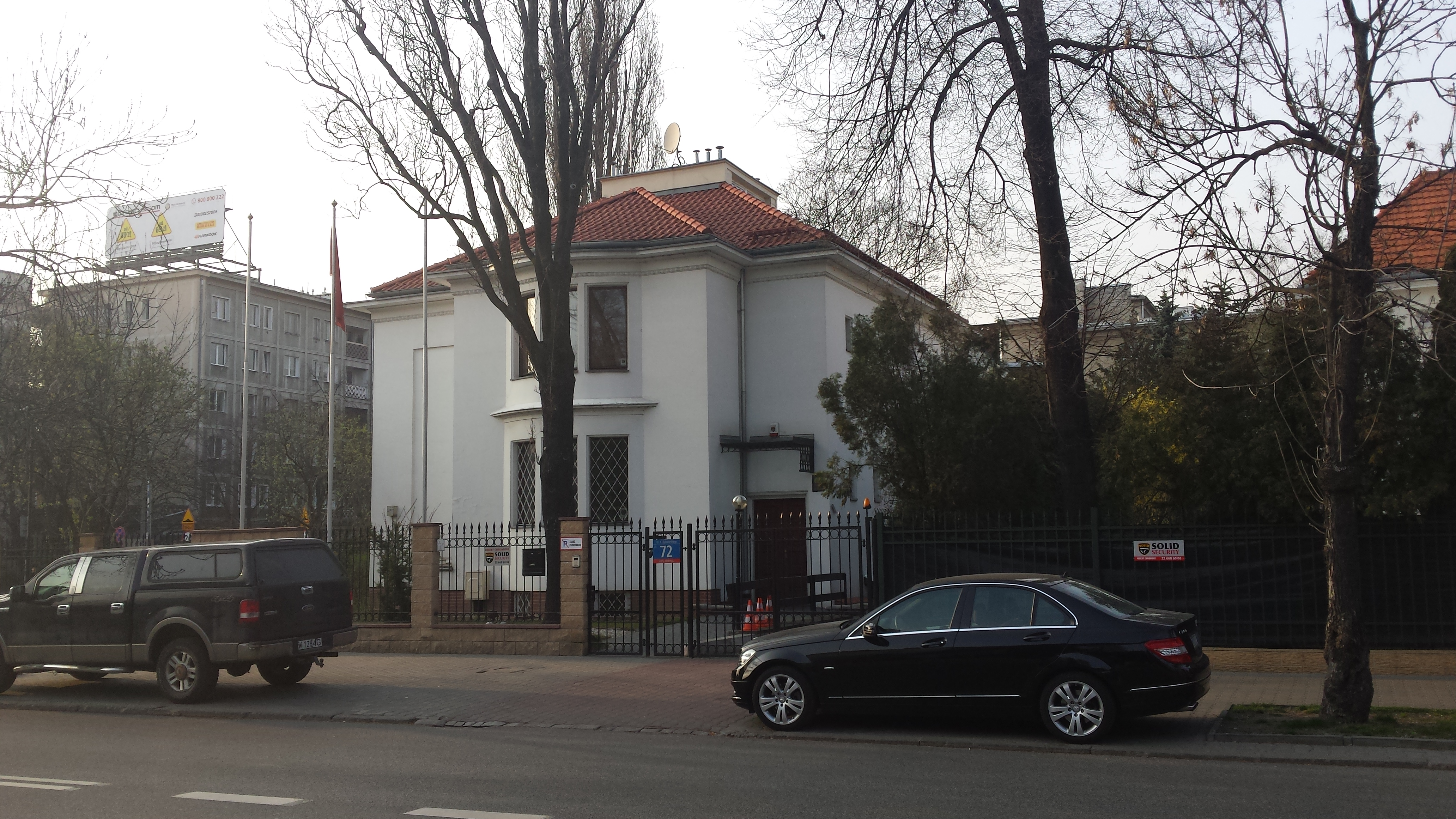
바르샤바 주재 모로코 대사관

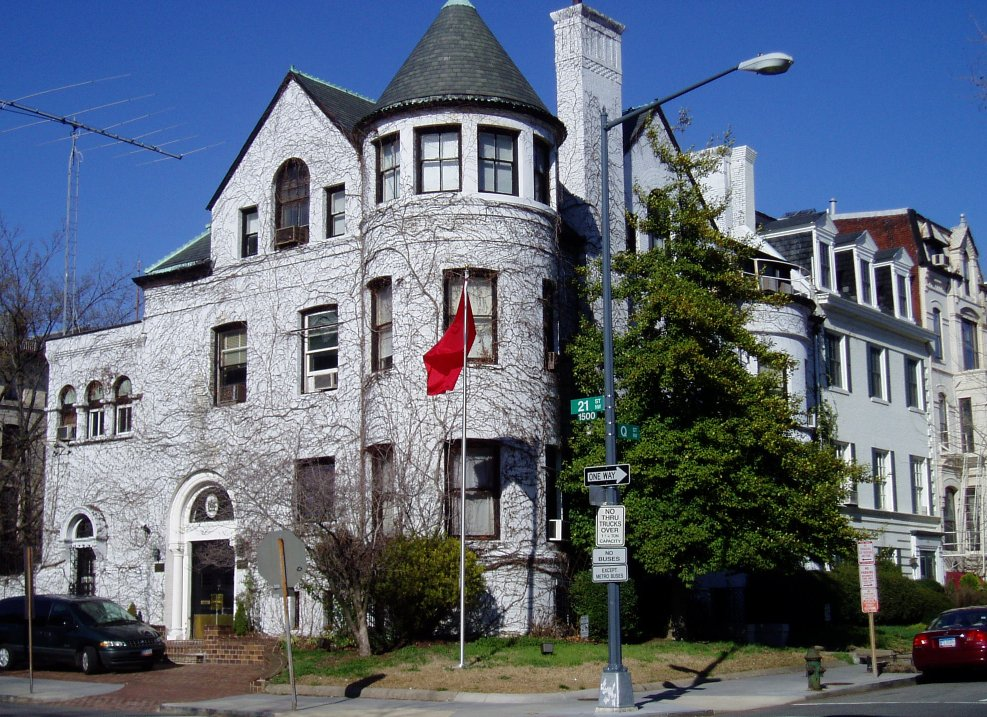
워싱턴 D.C. 주재 모로코 대사관

모로코의 재외공관 목록은 모로코 주재 대사관을 각국에 상주시켜 놓는 것을 의미하며 모로코의 재외공관을 나열한 목록이다.

## 아프리카
- 알제리 : 알제 (대사관), 오랑 (총영사관), 시디벨아베스 (총영사관)
- 앙골라 : 루안다 (대사관)
- 부르키나파소 : 와가두구 (대사관)
- 카메룬 : 야운데 (대사관)
- 중앙아프리카 공화국 : 방기 (대사관)
- 차드 : 은자메나 (대사관)
- 코트디부아르 : 아비장 (대사관)
- 콩고 민주 공화국 : 킨샤사 (대사관)
- 이집트 : 카이로 (대사관)
- 적도 기니 : 말라보 (대사관)
- 에티오피아 : 아디스아바바 (대사관)
- 가봉 : 리브르빌 (대사관)
- 가나 : 아크라 (대사관)
- 기니 : 코나크리 (대사관)
- 케냐 : 나이로비 (대사관)
- 리비아 : 트리폴리 (대사관), 벵가지 (총영사관)
- 마다가스카르 : 안타나나리보 (대사관)
- 말리 : 바마코 (대사관)
- 모리타니 : 누악쇼트 (대사관), 누아디부 (총영사관)
- 니제르 : 니아메 (대사관)
- 나이지리아 : 아부자 (대사관)
- 세네갈 : 다카르 (대사관)
- 남아프리카 공화국 : 프리토리아 (대사관)
- 수단 : 하르툼 (대사관)
- 튀니지 : 튀니스 (대사관)

## 아메리카
- 아르헨티나 : 부에노스아이레스 (대사관)
- 브라질 : 브라질리아 (대사관)
- 캐나다 : 오타와 (대사관), 몬트리올 (총영사관)
- 칠레 : 산티아고 (대사관)
- 콜롬비아 : 보고타 (대사관)
- 도미니카 공화국 : 산토도밍고 (대사관)
- 과테말라: 과테말라 시 (대사관)
- 멕시코 : 멕시코시티 (대사관)
- 파나마 : 파나마시티 (대사관)
- 파라과이 : 아순시온 (대사관)
- 페루 : 리마 (대사관)
- 세인트루시아 : 캐스트리스 (대사관)
- 미국 : 워싱턴 D.C. (대사관), 뉴욕 (총영사관)

## 아시아
- 아제르바이잔 : 바쿠 (대사관)
- 바레인 : 마나마 (대사관)
- 방글라데시 : 다카 (대사관)
- 중화인민공화국 : 베이징시 (대사관)
- 인도 : 뉴델리 (대사관)
- 인도네시아 : 자카르타 (대사관)
- 이란 : 테헤란 (대사관)
- 일본 : 도쿄도 (대사관)
- 요르단 : 암만 (대사관)
- 대한민국 : 서울특별시 (대사관)
- 쿠웨이트 : 쿠웨이트시티 (대사관)
- 레바논 : 베이루트 (대사관)
- 말레이시아 : 쿠알라룸푸르 (대사관)
- 오만 : 무스카트 (대사관)
- 파키스탄 : 이슬라마바드 (대사관)
- 팔레스타인 : 가자 (영사 별관)
- 카타르 : 도하 (대사관)
- 사우디아라비아 : 리야드 (대사관), 지다 (총영사관)
- 시리아 : 다마스쿠스 (대사관)
- 태국 : 방콕 (대사관)
- 튀르키예 : 앙카라 (대사관), 이스탄불 (총영사관)
- 아랍에미리트 : 아부다비 (대사관), 두바이 (총영사관)
- 베트남 : 하노이 (대사관)
- 예멘 : 사나 (대사관)

## 유럽
- 오스트리아 : 빈 (대사관)
- 벨기에 : 브뤼셀 (대사관), 안트베르펜 (총영사관), 리에주 (총영사관)
- 불가리아 : 소피아 (대사관)
- 크로아티아 : 자그레브 (대사관)
- 체코 : 프라하 (대사관)
- 덴마크 : 코펜하겐 (대사관)
- 핀란드 : 헬싱키 (대사관)
- 프랑스 : 파리 (대사관), 바스티아 (총영사관), 보르도 (총영사관), 콜롱브 (총영사관), 디종 (총영사관), 릴 (총영사관), 리옹 (총영사관), 마르세유 (총영사관), 몽펠리에 (총영사관), 오를레앙 (총영사관), 오를리 (총영사관), 퐁투아즈 (총영사관), 렌 (총영사관), 스트라스부르 (총영사관), 툴루즈 (총영사관), 빌몽블 (총영사관)
- 독일 : 베를린 (대사관), 뒤셀도르프 (총영사관), 프랑크푸르트암마인 (총영사관)
- 그리스 : 아테네 (대사관)
- 바티칸 시국 : 바티칸 시국 (대사관)
- 헝가리 : 부다페스트 (대사관)
- 아일랜드 : 더블린 (대사관)
- 이탈리아 : 로마 (대사관), 볼로냐 (총영사관), 밀라노 (총영사관), 팔레르모 (총영사관), 토리노 (총영사관)
- 네덜란드 : 헤이그 (대사관), 암스테르담 (총영사관), 스헤르토헨보스 (총영사관), 로테르담 (총영사관), 위트레흐트 (총영사관)
- 노르웨이 : 오슬로 (대사관)
- 폴란드 : 바르샤바 (대사관)
- 포르투갈 : 리스본 (대사관)
- 루마니아 : 부쿠레슈티 (대사관)
- 러시아 : 모스크바 (대사관)
- 세르비아 : 베오그라드 (대사관)
- 스페인 : 마드리드 (대사관), 알헤시라스 (총영사관), 알메리아 (총영사관), 바르셀로나 (총영사관), 빌바오 (총영사관), 라스팔마스 (총영사관), 세비야 (총영사관), 타라고나 (총영사관), 발렌시아 (총영사관)
- 스웨덴 : 스톡홀름 (대사관)
- 스위스 : 베른 (대사관)
- 우크라이나 : 키예프 (대사관)
- 영국 : 런던 (대사관)

## 오세아니아
- 오스트레일리아 : 캔버라 (대사관)

## 대표부
- EU 모로코 정부 대표부 : 브뤼셀
- UN 모로코 정부 대표부 : 뉴욕, 제네바
- 아랍 연맹 모로코 정부 대표부 : 카이로